# آرماندو پلگرینی
آرماندو پلگرینی (ایتالیایی: Armando Pellegrini؛ ۳ ژوئن ۱۹۳۳ - ۲۵ اوت ۲۰۲۳) دوچرخه‌سوار اهل ایتالیا بود. وی در مسابقات تور دو فرانس و جیرو دیتالیا شرکت کرده بود.